# 超级街头霸王II 新的挑战者
《超級街頭霸王II 新的挑戰者》是一款由卡普空公司製作和發行的格鬥類遊戲。遊戲最初於1993年在投幣式街機發行。後移植至多個遊戲平台，包括Sega Mega Drive和超級任天堂。本遊戲為街頭霸王系列中的街頭霸王II子系列第四款遊戲。
本遊戲自《街頭霸王II' Turbo》進行修改。遊戲中的場景和人物都進行了重新描繪，並加入四個全新腳色。遊戲模式除了單人和雙人之外，還包括八人巡迴賽模式。
1994年2月的Gamest將《超級街頭霸王II 新的挑戰者》提名為1993年度最佳遊戲。本遊戲最終評為第三名。